# Gornji Neradovac
Gornji Neradovac (cyr. Горњи Нерадовац) – wieś w Serbii, w okręgu pczyńskim, w mieście Vranje. W 2011 roku liczyła 332 mieszkańców.